# Легавые собаки

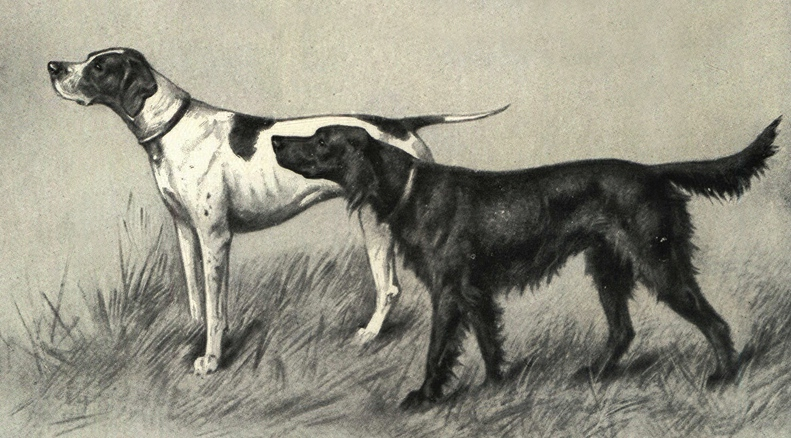

Легавые (лягавые) собаки — группа пород охотничьих собак, используемых для охоты с ружьём на пернатую дичь (подружейные собаки). Особенность легавых — наследственно закреплённая способность собаки, обнаружившей дичь, замирать в стойке.
Так описывает работу легавой собаки А. П. Мазовер: «Работа легавой состоит из нескольких элементов: быстрого и страстного поиска без остановок и задержек, когда она, высоко поднимая голову, верхним чутьём ищет по запаху птицу. Работа при помощи нижнего чутья, как это делает гончая, с опущенной вниз головой, по следу — медленна, непродуктивна и считается для легавой пороком. Прихватив слабый запах птицы, собака делает „потяжку“ — сбавляет ход и медленно, как бы крадучись, чтобы не спугнуть её раньше времени, идёт навстречу нарастающему по мере продвижения запаху. Инстинктивно чувствуя, что следующий шаг спугнёт птицу, она останавливается и замирает в напряжённой, красивой, скульптурной стойке и, не шевелясь, ожидает приближения охотника. По команде: „Вперёд“, собака точным направленным движением поднимает птицу под выстрел охотника. Описанные инстинктивные действия одинаковы для всех пород легавых, но каждая из них делает их по-своему, каждой породе свойствен свой стиль и темп работы».
После выстрела обычно собака находит и приносит подстреленную дичь. В результате дрессировки и специального отбора на протяжении многих поколений способность к «стойке» у легавых собак стала наследственно закреплённой.
Легавые обычно среднего роста (крупные до 68—70 см), сухой крепкой конституции. Голова клинообразная, уши висячие, шёрстный покров и окрас разнообразные.
Легавые собаки широко распространены, и в классификации FCI им отведена целиком седьмая группа. Главным образом легавых делят по происхождению на островных (английские легавые (пойнтеры, сеттеры) и континентальных. Континентальных легавых огромное множество, и большинство европейских стран имеют свои породы легавых собак. Большое число национальных пород легавых собак имеют Германия (8 пород) и Франция (12 пород).

## Исторические корни
Происходят от древних охотничьих собак Западной и Южной Европы, которые использовались для охоты с сетями на птиц. Найдя птицу, собака ложилась перед ней (откуда название «легавая»), после чего птицу (перепела, куропатку) вместе с собакой накрывали сетью (ср. фр. chien couchant, англ. setter). Первоначально эти собаки были длинношёрстыми и, вероятно, вели своё происхождение из Испании. Позднее появились птичьи гончие другого происхождения, ведущие своё начало от различных пород гончих собак, имевшие короткую шерсть. Обладая бо́льшим темпераментом и подвижностью, они не ложились, а делали стоячую стойку. Английские охотники называли эту собаку пойнтером — указателем. Изобретение дроби и вошедшая в моду стрельба влёт способствовали большей популярности английских собак со стоячей стойкой. Со временем в большинстве стран стали отдавать предпочтение более универсальным континентальным легавым, которые апортируют птицу с воды и суши, идут по кровяному следу, делают стойку по зайцу и т. д.

## Особенности легавых собак
Легавые собаки — потомки гончих и сходны с ними по поведенческому профилю, хотя и обладают специфическими чертами. Собаки обладают очень острым обонянием и способностью замирать в стойке над причуянной дичью. Поведение легавых характеризуется следующими признаками:
- агрессия заблокирована у большинства пород;
- социальность низкая; можно научить легавых работать в паре, но охота с легавой не подразумевает умения работать в сотрудничестве с другими собаками;
- охотничье поведение сильно развито, модифицировано селекцией. К особенностям охотничьего поведения легавых относятся манера поиска, стойка, способность приносить добычу, не помяв её;
- территориальное поведение выражено слабо;
- подвижность нервной системы хорошая;
- лёгкость переключения внимания высокая
- аффектированность умеренная;
- инфантильность умеренная.

## Островные легавые

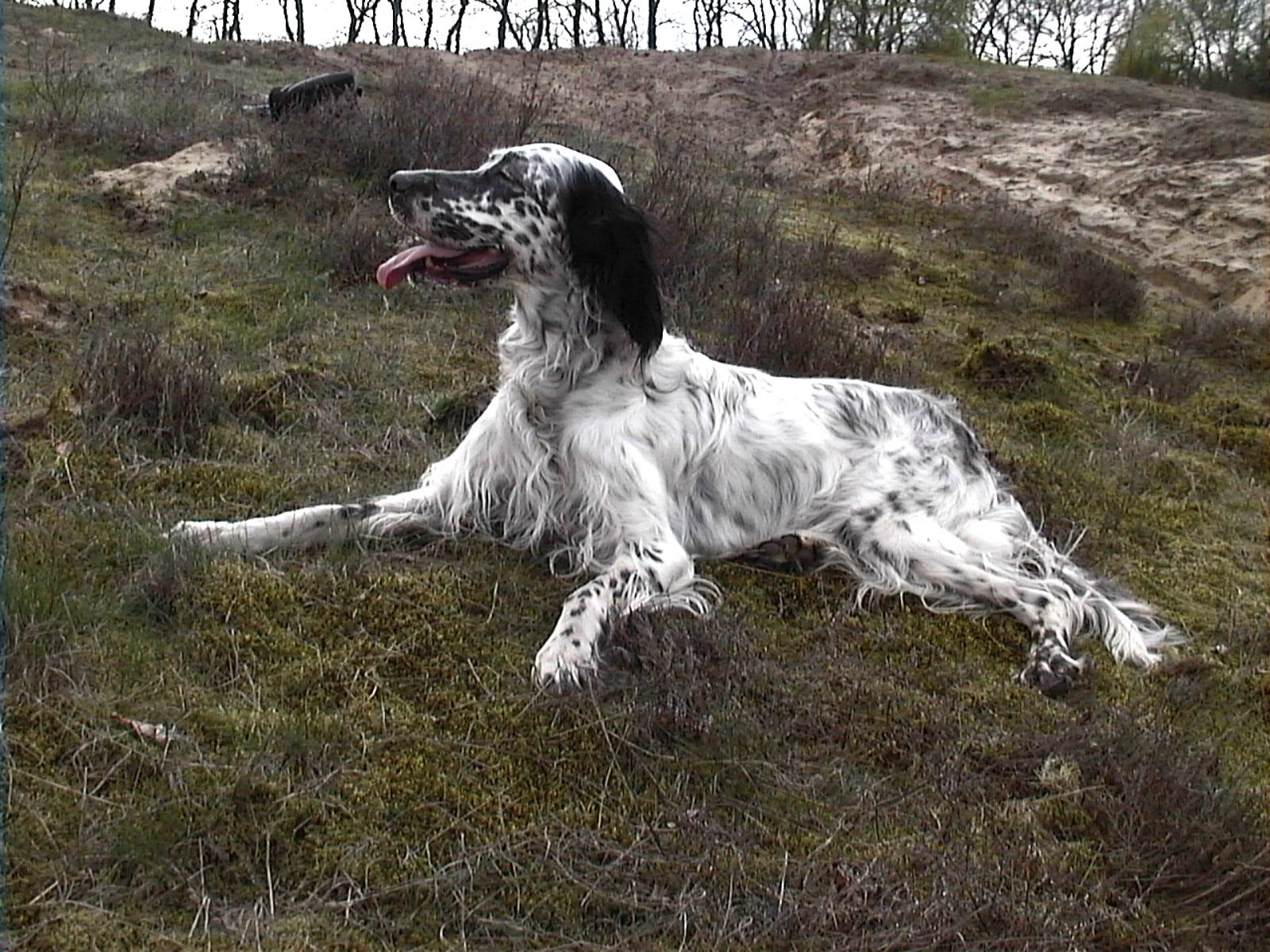
английский сеттер

К островным (английским) легавым относятся пять пород:
- английский пойнтер (имеет в Италии подгруппу более низкого роста)
- английский сеттер (к этой породе официально относится и сеттер Льюэллина, хотя англичане считают этого сеттера отдельной породой)
- ирландский красный сеттер
- шотландский сеттер (Сеттер-гордон) (имеет в Норвегии подгруппу более низкого роста, тенденция к уменьшению роста наблюдается и в России)
- ирландский красно-белый сеттер

Каждой из этих пород присущ свой стиль работы (стиль поиска и хода, стиль потяжки, стойки и подводки). Всех этих легавых характеризует большая скорость поиска и дальнее верхнее чутьё. В России широко распространены первые четыре породы, но в последние годы был завезён и ирландский красно-белый сеттер.

## Континентальные легавые
Это большая группа собак насчитывающая только 35 официально признанных FCI пород.
Наиболее распространённые в России:
- немецкий курцхаар
- немецкий дратхаар
- венгерская выжла
- итальянский бракк
- веймарская легавая
- эпаньоль бретон

Все эти собаки являются универсальными легавыми, использующими верхнее и нижнее чутьё, эффективно работающие по болотной, полевой и боровой дичи со стойкой, по водоплавающей дичи и зверю, подающие и добирающие подранков.
На больших просторах часто уступают островным легавым, за счёт более умеренного хода и менее острого чутья. Но в сложных условиях работают более точно, уверенно и добычливо. За счёт комбинации верхнего и нижнего чутья могут работать в почти полное безветрие и по следу. У большинства этих собак подача дичи является врождённым качеством. Также эти собаки могут быть использованы как ищейки по крови.